# Wilhelm Beinhauer (Politiker)
Conrad Wilhelm Beinhauer (* 29. September 1800 in Vollmarshausen; † 7. Mai 1884 ebenda) war ein deutscher Gutsbesitzer, Politiker, Bürgermeister und Mitglied der Kurhessischen Ständeversammlung.

## Leben
Conrad Wilhelm Beinhauer war der Sohn des Verwalters Carl Wilhelm Beinhauer und dessen Gemahlin Juliana Amalie Stößel. Er war Gutsbesitzer und Bürgermeister in Vollmarshausen. 1839 kam er als Abgeordneter der Stadt Kassel in die  Kurhessische Ständeversammlung. Nach der Revolution von 1848 kehrte er  in das Parlament zurück, welches nun anders besetzt war. Anstelle des Adels waren  16 Vertreter der Höchstbesteuerten, wozu Beinhauer zählte, stimmberechtigt. Seine Abgeordnetenzeit lief bis 1866, als Kurhessen durch Preußen annektiert wurde.
Beinhauer war mit  Sophie Wilhelme Gundelach verheiratet. Aus der Ehe ging der Sohn Wilhelm Albert, der ebenfalls Abgeordneter wurde, hervor.